# Queijo Serpa
O Queijo Serpa (DOP) é um queijo português proveniente do Alentejo, da região de Serpa.
O Serpa é um queijo com Denominação de Origem Protegida (DOP), distinção confirmada pela União Europeia, numa área envolve quase a totalidade do distrito de Beja e cinco freguesias de três concelhos do distrito de Setúbal.
A partir do Serpa obtém-se o único queijo produzido em Portugal com Presidia Slow Food, um queijo de ovelha produzido da mesma forma que o Queijo Serpa, distinguindo-se deste pelo seu período de maturação mais prolongado, no mínimo de 4 meses.[carece de fontes?]

## Características
É um queijo de ovelha curado, de pasta semi-mole, amanteigado. É obtido pelo esgotamento lento da coalhada após a coagulação do leite cru de ovelha por acção de uma infusão de cardo.
Os queijos são guardados, pelo menos, durante trinta dias nas queijarias, em ambiente fresco e úmido, até atingirem o ponto certo de maturação.

## Área geográfica
A zona definida para a produção deste queijo, uma área que chegou a ser uma definida como Região Demarcada em 1987.
A área geográfica de produção, transformação e elaboração do Queijo Serpa inclui:
- Distrito de Beja: Aljustrel, Almodôvar, Alvito, Beja, Castro Verde, Cuba, Ferreira do Alentejo, Mértola, Moura, Ourique, Serpa, Vidigueira e as freguesias de Colos e Vale de Santiago no concelho de Odemira.
- Distrito de Setúbal: freguesias de São Domingos, Alvalade e Abela, no concelho de Santiago do Cacém, Azinheira dos Barros e São Mamede do Sádão, no concelho de Grândola, e Torrão no concelho de Alcácer do Sal.

## Entidade certificadora
A entidade certificadora do queijo Serpa é Associação de Criadores de Ovinos do Sul - ACOS.

## Valor económico
Segundos dados de 2019, foram produzidos neste ano cerca de 209.780 kg de Queijo Serpa DOP, sendo o terceiro queijo com DOP mais produzido em Portugal (cerca de 10,7% da produção nacional). 

### Produção
O sistema produtivo do Queijo Serpa DOP é composto por 22 explorações abastecedoras de leite e 6 queijarias certificadas (dados de 2020).